# Scaria fasciata
Scaria fasciata är en insektsart som beskrevs av Hancock, J.L. 1907. Scaria fasciata ingår i släktet Scaria och familjen torngräshoppor. Inga underarter finns listade i Catalogue of Life.